# Serie Final de la Liga Nacional de Baloncesto 2025
La Serie Final de la Liga Nacional de Baloncesto 2025 fue la serie definitiva para la Liga Nacional de Baloncesto 2025. Los Titanes del Sur se proclamaron campeones tras derrotar a los Metros de Santiago en 4 partidos (4-0).
Esta fue la octava aparición en la Serie Final para ambos equipos, y tercera aparición consecutiva para los Titanes quienes fueron campeones el torneo anterior cuando derrotaron a los Reales de La Vega, 4-0. Mientras que para los Metros fue su primera aparición desde 2019 cuando fueron derrotados por los Indios de San Francisco de Macorís, 4 partidos a 3. Esta fue la tercera vez que estos equipos se enfrentaron en la Serie Final de la Liga Nacional de Baloncesto, donde los Metros resultaron campeones en las dos versiones anteriores en 2006 y 2014.
La serie se disputó miércoles, viernes y domingo del 30 julio al 6 de agosto de 2025. El formato local/visitante de la serie fue el utilizado desde 2011, el formato alternancia de sedes (En Santiago se disputaron los partidos 1 y 3, mientras que en San Cristóbal se jugaron los partidos 2 y 4).

## Trayectoria hasta la Serie Final
Estos son los resultados de ambos equipos desde el comienzo de la temporada:
| Equipo             | Serie regular       | Fase de eliminación   | Semifinales                  |
| ------------------ | ------------------- | --------------------- | ---------------------------- |
| Metros de Santiago | 8-6 (2º de la liga) | 15-9 (1º de la liga)  | Derrotaron a los Indios, 3-1 |
| Titanes del Sur    | 7-7 (5º de la liga) | 14-10 (2º de la liga) | Derrotaron a los Leones, 3-0 |

## Enfrentamientos previos en la competición

### Serie regular
La serie regular entre estos equipos quedó 2-0 en favor de los Metros.
| 16 de mayo | Metros de Santiago                                                | 87–75                                | Titanes del Sur                                                         | Santiago                       |  |
| 8:00 p. m. | Parciales: 21-7, 30-25, 23-22, 13-21                              | Parciales: 21-7, 30-25, 23-22, 13-21 | Parciales: 21-7, 30-25, 23-22, 13-21                                    |                                |  |
|            | Estadísticas Juan Guerrero 18 Jordan Gerónimo 10 Tres jugadores 4 | Reporte Pts Reb Asts                 | Estadísticas 17 Brandon Spearman 7 Richard Bautista 10 Richard Bautista | Pabellón: Gran Arena del Cibao |  |

| 4 de junio | Titanes del Sur                                                     | 100–106                               | Metros de Santiago                                                  | San Cristóbal                         |  |
| 8:00 p. m. | Parciales: 27-33, 20-27, 26-28, 27-18                               | Parciales: 27-33, 20-27, 26-28, 27-18 | Parciales: 27-33, 20-27, 26-28, 27-18                               |                                       |  |
|            | Estadísticas Jassel Pérez 25 Richard Bautista 9 Richard Bautista 12 | Reporte Pts Reb Asts                  | Estadísticas 20 J. Matos, J. Guerrero 9 Juan Guerrero 5 Jhery Matos | Pabellón: Polideportivo San Cristóbal |  |

### Fase de eliminación
La fase de eliminación entre estos equipos quedó empate 1-1.
| 29 de junio | Metros de Santiago                                              | 91–110                                | Titanes del Sur                                                       | Santiago                       |  |
| 7:00 p. m.  | Parciales: 25-33, 19-22, 34-24, 13-31                           | Parciales: 25-33, 19-22, 34-24, 13-31 | Parciales: 25-33, 19-22, 34-24, 13-31                                 |                                |  |
|             | Estadísticas Juan Guerrero 24 Juan Guerrero 10 Tres jugadores 4 | Reporte Pts Reb Asts                  | Estadísticas 24 Jassel Pérez 8 Luis David Montero 10 Richard Bautista | Pabellón: Gran Arena del Cibao |  |

| 11 de julio | Titanes del Sur                                                        | 78–87                                 | Metros de Santiago                                         | San Cristóbal                         |  |
| 8:00 p. m.  | Parciales: 19-15, 15-23, 23-21, 21-28                                  | Parciales: 19-15, 15-23, 23-21, 21-28 | Parciales: 19-15, 15-23, 23-21, 21-28                      |                                       |  |
|             | Estadísticas Jassel Pérez 32 Luis David Montero 12 Richard Bautista 10 | Reporte Pts Reb Asts                  | Estadísticas 22 Omar Silverio 7 Henry Sims 6 Omar Silverio | Pabellón: Polideportivo San Cristóbal |  |

## Serie Final
Los horarios corresponden al huso horario de la República Dominicana, UTC-4.

### Partido 1
| 30 de julio         | Metros de Santiago                                                  | 79–82                                 | Titanes del Sur                                                    | Santiago                       |  |  |
| 8:00 p. m.          | Parciales: 16-17, 22-26, 22-28, 19-11                               | Parciales: 16-17, 22-26, 22-28, 19-11 | Parciales: 16-17, 22-26, 22-28, 19-11                              |                                |  |  |
|                     | Estadísticas Omar Silverio 17 Juan Guerrero 9 A. De León, N. Cole 4 | Reporte Pts Reb Asts                  | Estadísticas 25 Jassel Pérez 15 Jonathan Araujo 8 Richard Bautista | Pabellón: Gran Arena del Cibao |  |  |
| Titanes lideran 1-0 |                                                                     |                                       |                                                                    |                                |  |  |
|                     |                                                                     |                                       |                                                                    |                                |  |  |

### Partido 2
| 1 de agosto         | Titanes del Sur                                                            | 89–70                                 | Metros de Santiago                                           | San Cristóbal                         |  |  |
| 8:00 p. m.          | Parciales: 17-20, 32-13, 20-11, 20-26                                      | Parciales: 17-20, 32-13, 20-11, 20-26 | Parciales: 17-20, 32-13, 20-11, 20-26                        |                                       |  |  |
|                     | Estadísticas X. Reyes, J. Araujo 15 Jonathan Araujo 12 Richard Bautista 12 | Reporte Pts Reb Asts                  | Estadísticas 14 Jordan Gerónimo 9 Juan Guerrero 4 Víctor Liz | Pabellón: Polideportivo San Cristóbal |  |  |
| Titanes lideran 2-0 |                                                                            |                                       |                                                              |                                       |  |  |
|                     |                                                                            |                                       |                                                              |                                       |  |  |

### Partido 3
| 3 de agosto         | Metros de Santiago                                            | 81–88                                 | Titanes del Sur                                                           | Santiago                       |  |  |
| 6:00 p. m.          | Parciales: 20-26, 24-17, 22-22, 15-23                         | Parciales: 20-26, 24-17, 22-22, 15-23 | Parciales: 20-26, 24-17, 22-22, 15-23                                     |                                |  |  |
|                     | Estadísticas Juan Guerrero 21 Juan Guerrero 9 Omar Silverio 7 | Reporte Pts Reb Asts                  | Estadísticas 20 Jassel Pérez 7 Luis David Montero 5 J. Pérez, R. Bautista | Pabellón: Gran Arena del Cibao |  |  |
| Titanes lideran 3-0 |                                                               |                                       |                                                                           |                                |  |  |
|                     |                                                               |                                       |                                                                           |                                |  |  |

### Partido 4
| 6 de agosto                | Titanes del Sur                                                     | 76–64                                | Metros de Santiago                                                     | San Cristóbal                         |  |  |
| 8:00 p. m.                 | Parciales: 13-29, 28-14, 20-8, 15-13                                | Parciales: 13-29, 28-14, 20-8, 15-13 | Parciales: 13-29, 28-14, 20-8, 15-13                                   |                                       |  |  |
|                            | Estadísticas Jassel Pérez 23 Jonathan Araujo 10 Richard Bautista 11 | Reporte Pts Reb Asts                 | Estadísticas 23 Juan Guerrero 10 Juan Guerrero 4 O. Silverio, J. Matos | Pabellón: Polideportivo San Cristóbal |  |  |
| Titanes ganan la serie 4-0 |                                                                     |                                      |                                                                        |                                       |  |  |
|                            |                                                                     |                                      |                                                                        |                                       |  |  |

## Roster

### Metros de Santiago
| Metros de Santiago      | Metros de Santiago   | Metros de Santiago   | Metros de Santiago |
| #                       | Nombre               | Nacionalidad         | Posición           |
| ----------------------- | -------------------- | -------------------- | ------------------ |
| 30                      | Norris Cole (R)      | Estados Unidos       | Base               |
| 10                      | Adris de León        | República Dominicana | Base               |
| 14                      | Brandone Francis     | República Dominicana | Escolta            |
| 6                       | Oliver García        | República Dominicana | Base               |
| 22                      | Jordan Gerónimo      | República Dominicana | Pívot              |
| 1                       | Juan Guerrero        | República Dominicana | Ala-pívot          |
| 5                       | Víctor Liz           | República Dominicana | Escolta            |
| 31                      | Jhery Matos          | República Dominicana | Escolta            |
| 11                      | Braihim Méndez       | República Dominicana | Escolta            |
| 2                       | James Montgomery (R) | Estados Unidos       | Ala-pívot          |
| 15                      | Omar Silverio        | República Dominicana | Escolta            |
| 21                      | Henry Sims (R)       | Estados Unidos       | Pívot              |
| Dirigente: Melvyn López |                      |                      |                    |

### Titanes del Sur
| Titanes del Sur        | Titanes del Sur             | Titanes del Sur      | Titanes del Sur |
| #                      | Nombre                      | Nacionalidad         | Posición        |
| ---------------------- | --------------------------- | -------------------- | --------------- |
| 30                     | Jonathan Araujo             | República Dominicana | Pívot           |
| 24                     | Randy Bautista              | República Dominicana | Base            |
| 8                      | Richard Bautista            | República Dominicana | Base            |
| 22                     | Chad Brown (R)              | Estados Unidos       | Pívot           |
| 5                      | José Corporán               | República Dominicana | Escolta         |
| 35                     | Tyran De Lattibeaudiere (R) | Jamaica              | Ala-pívot       |
| 23                     | Adonis De La Rosa           | República Dominicana | Pívot           |
| 3                      | Mustapha Heron (R)          | Estados Unidos       | Escolta         |
| 44                     | Luis David Montero          | República Dominicana | Alero           |
| 10                     | Jassel Pérez                | República Dominicana | Escolta         |
| 11                     | Xavier Reyes                | República Dominicana | Escolta         |
| 7                      | Dominique Tham              | Estados Unidos       | Escolta         |
| Dirigente: Eddy García |                             |                      |                 |